# Stelis ekmanii
Stelis ekmanii är en orkidéart som beskrevs av Rudolf Schlechter. Stelis ekmanii ingår i släktet Stelis och familjen orkidéer. Inga underarter finns listade i Catalogue of Life.